# Phygadeuon gracilis
Phygadeuon gracilis là một loài tò vò trong họ Ichneumonidae.